# Mae Busch
Mae Busch, född den 18 juni 1891 i Melbourne, död den 20 april 1946, var en australiensisk filmskådespelerska som arbetade både inom stumfilm och ljudfilm under Hollywoods tidiga år. Under senare delen av sin karriär spelade hon i många Helan och Halvan-filmer, där hon ofta spelade Helans (Oliver Hardys) fru.

## Filmografi (i urval)
- 1920 – Blinda äkta män
- 1922 – Dåraktiga kvinnor
- 1923 – En kristen
- 1923 – Själar till salu
- 1924 – Inför högre rätt
- 1925 – The Unholy Three
- 1925 – Över avgrunden
- 1927 – Love 'Em and Weep
- 1929 – Hjärtligt ovälkomna
- 1931 – Helan och Halvans förflutna
- 1931 – Objudna gäster
- 1932 – Helan och Halvan som barnjungfrur
- 1932 – Bruden från Volga
- 1932 – Den stora juvelstölden
- 1932 – Doktor X
- 1933 – Följ med oss till Honolulu
- 1934 – Helan och Halvan i skräckens hus
- 1934 – Oss tjallare emellan
- 1934 – Hälsokuren
- 1934 – Med spöken i lasten
- 1935 – Öga för öga
- 1935 – Greppet direkt
- 1936 – Zigenarflickan[6]
- 1938 – Marie Antoinette

### Webbkällor
- Mae Busch på Svensk Filmdatabas
- Mae Busch på Internet Movie Database (engelska)

### Fotnoter
1. ↑  SNAC, SNAC Ark-ID: w62s84zm, läs online, läst: 9 oktober 2017.[källa från Wikidata]
2. ↑  Find a Grave, Find A Grave-ID: 6662, läs online, läst: 9 oktober 2017.[källa från Wikidata]
3. ↑  FemBios databas, FemBio-ID: 4845, läst: 9 oktober 2017.[källa från Wikidata]
4. ↑  Bibliothèque nationale de France, BnF Catalogue général : öppen dataplattform, id-nummer i Frankrikes nationalbiblioteks katalog: 14160467h, läst: 10 oktober 2015.[källa från Wikidata]
5. ↑  Deutsche Synchronkartei, Deutsche Synchronkartei skådespelar-ID: 25741, läst: 4 april 2022.[källa från Wikidata]
6. ↑  Norbert Aping (2004). Das Dick-und-Doof-Buch: die Geschichte von Laurel und Hardy in Deutschland. ISBN 978-3894723569

Den här artikeln är helt eller delvis baserad på material från engelskspråkiga Wikipedia, Mae Busch, tidigare version.